# Promecotheca cyanipes
Promecotheca cyanipes is een keversoort uit de familie bladkevers (Chrysomelidae). De wetenschappelijke naam van de soort werd in 1834 gepubliceerd door Wilhelm Ferdinand Erichson.